# دينان

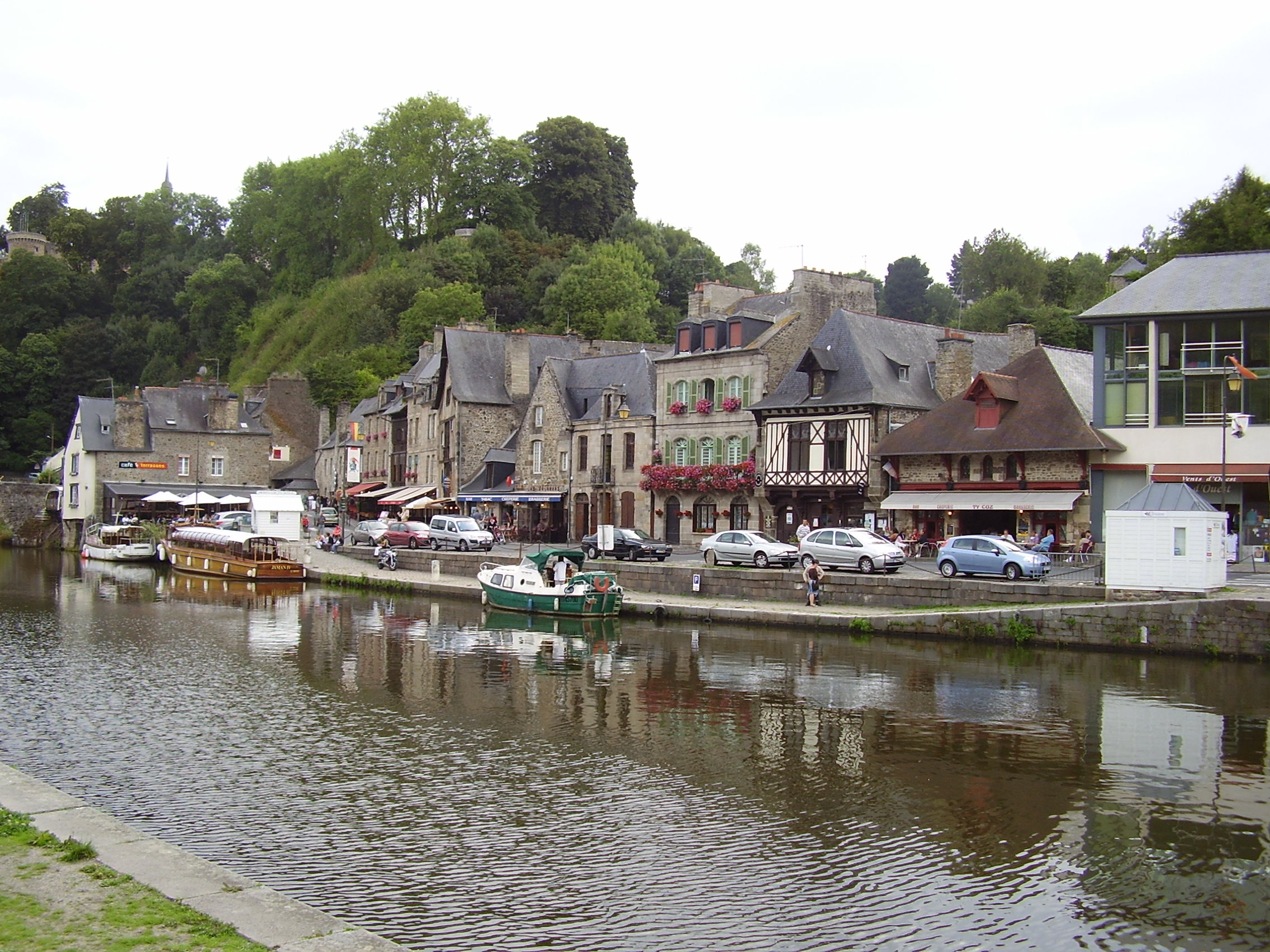
بلدة دينان على ضفاف نهر الرانس.

دنام أو دِنان أو دِينان (بالفرنسية: Dinan)‏ هي بلدة فرنسية تقع في منطقة برطانية وتحديدًا في إقليم كوت درمور؛ شمال غرب فرنسا، تطل البلدة على نهر الرانس، كما ويوجد فيها الكثير من المباني القديمة والذي يعود بناؤها إلى القرن الثالث عشر ومن أهم معالم البلدة السور التاريخي الذي يُحيط بها.

## المدن المتوأمة
|    | المدينة | الدولة |
| -- | ------- | ------ |
| 1. | دينانت  | بلجيكا |

## معرض الصور

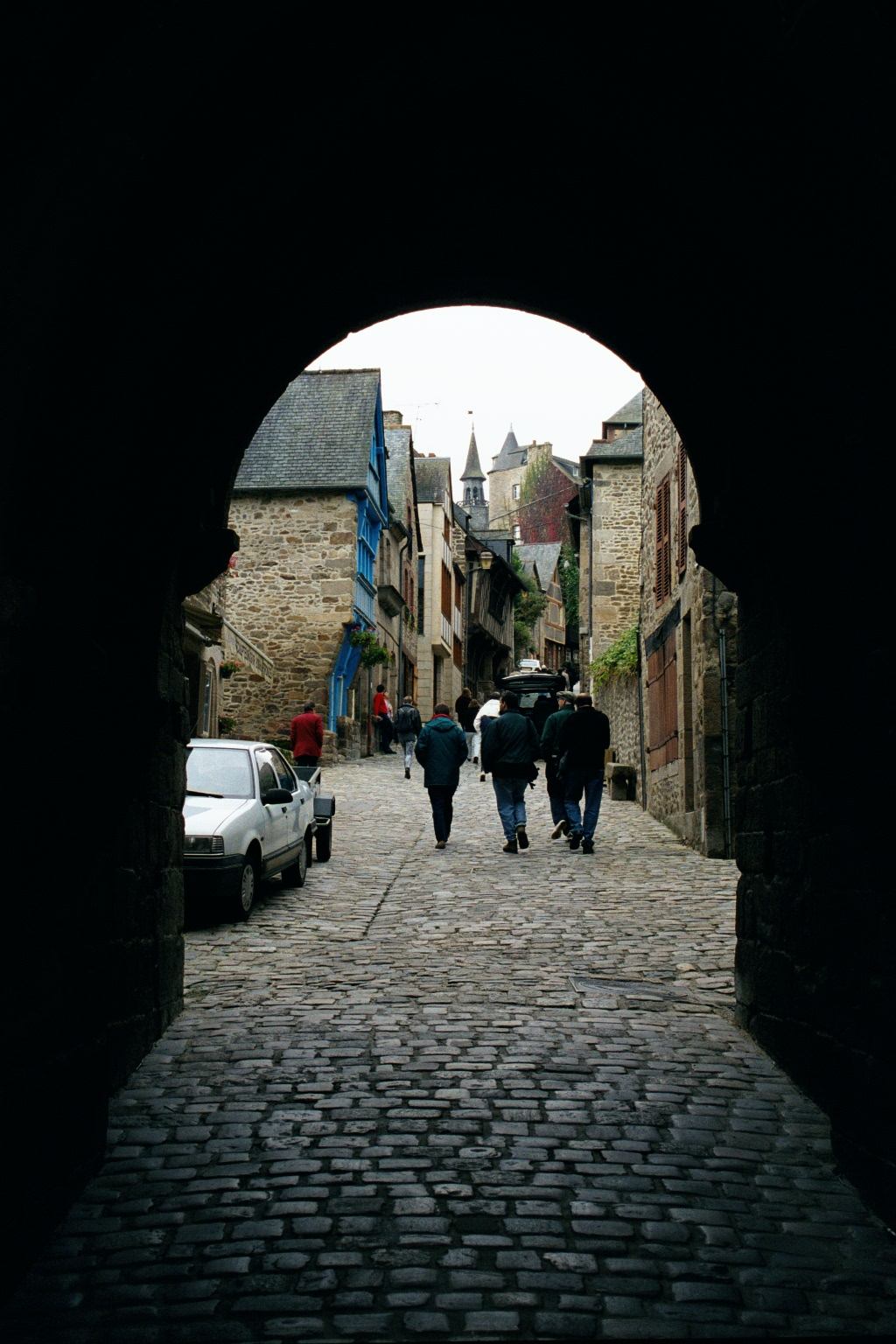
شارع دينون، تحت الجسر.
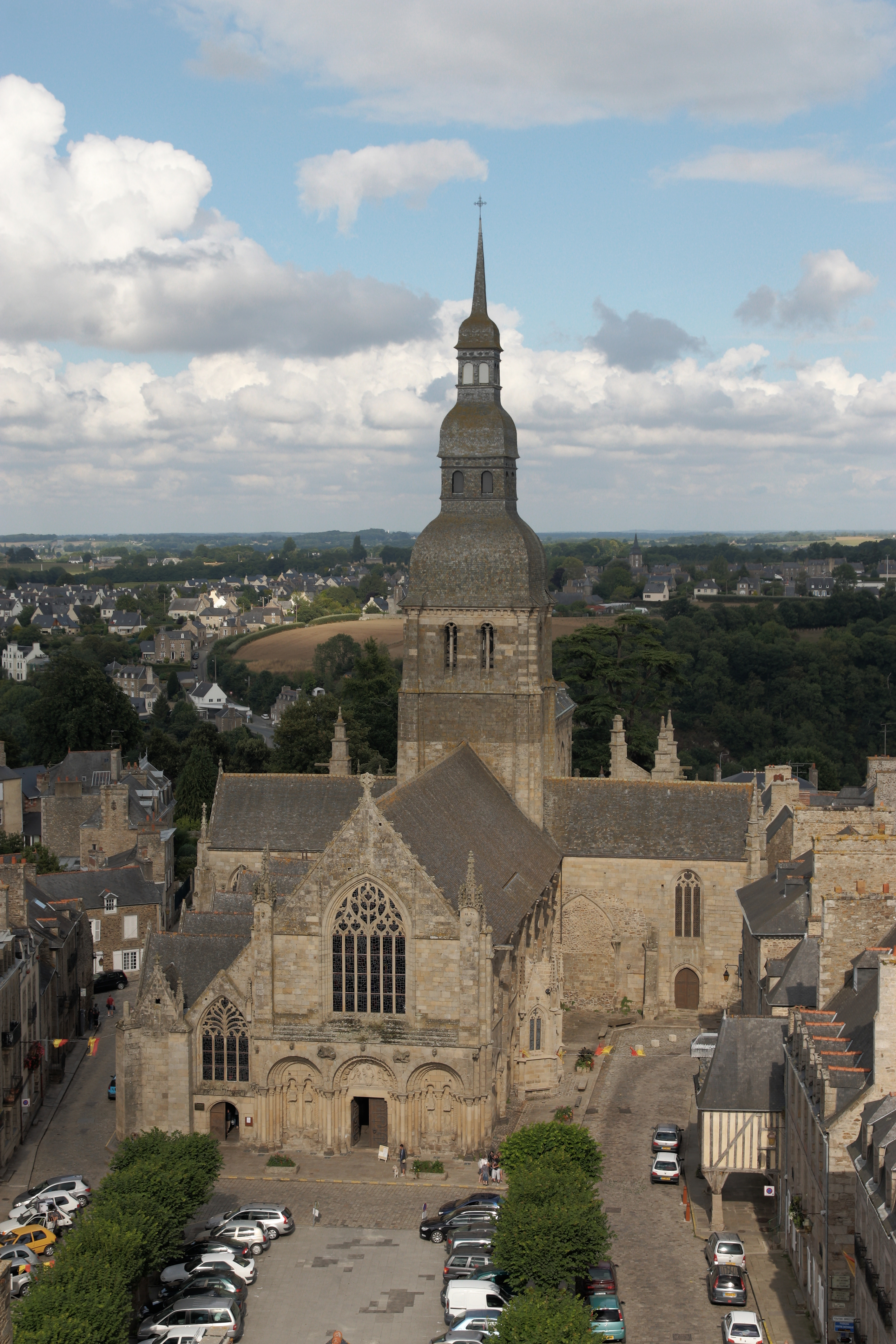
كاتدرائية سانت سوڤور.
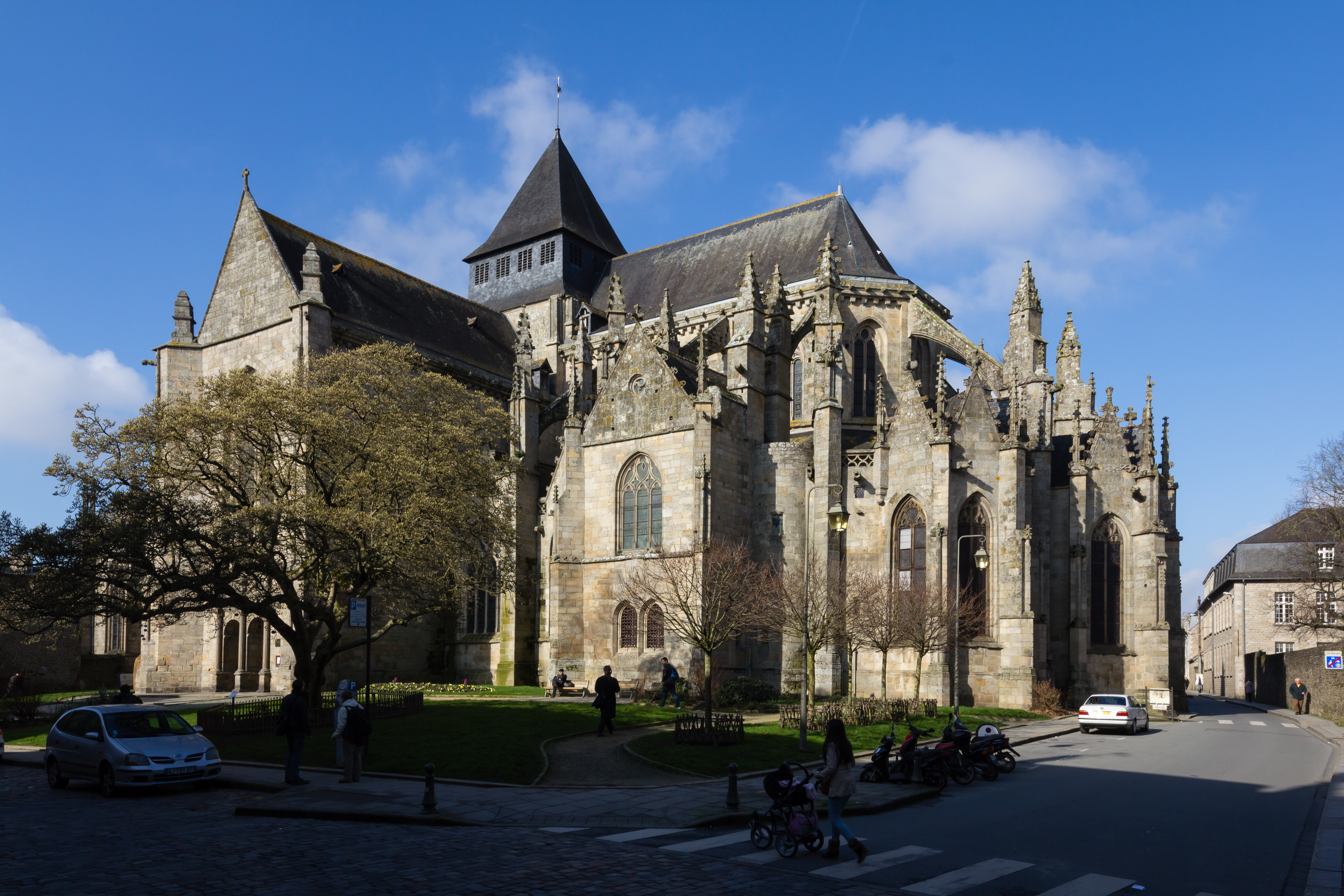
كنيسة سانت مالو.
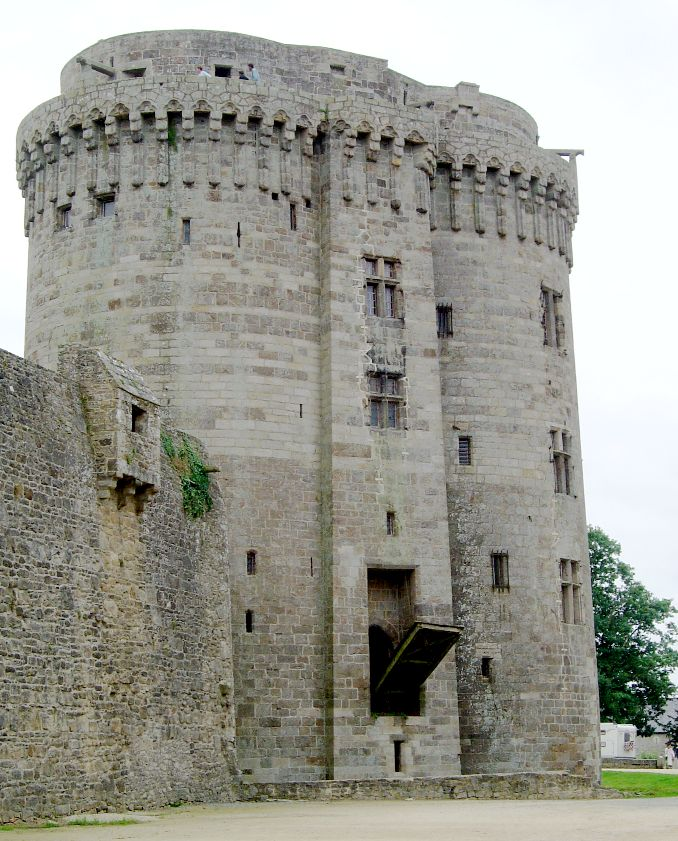
قلعة دينان.

## أعلام
- كريستوف ريفيل
- تشارلز بينوت دوكلو
- إيف غويو
- إيف كوتريل
- برتراند مارشان

## طالع أيضًا
- معركة دينان
- منطقة بريتاني